# Венецијане-Кампањоли (Виченца)
Венецијане-Кампањоли је насеље у Италији у округу Виченца, региону Венето.
Према процени из 2011. у насељу је живело 36 становника. Насеље се налази на надморској висини од 225 м.